# Кривцовская
Кривцовская — деревня в Красноборском районе Архангельской области. Входит в состав Верхнеуфтюгского сельского поселения.

## География
Находится в юго-восточной части Архангельской области на расстоянии приблизительно 1 км на юго-восток по прямой от административного центра поселения деревни Верхняя Уфтюга на левобережье реки Уфтюга.

## История
Упоминалась ещё в 1670 году. В 1859 году здесь (деревня Сольвычегодского уезда Вологодской губернии) было учтено 12 дворов. Имеется часовня.

## Население
Численность населения: 83 человека (1859 год), 13 (русские 100 %) в 2002 году, 4 в 2010.

## Известные уроженцы, жители
Плакидин, Дмитрий Иванович (1923—1943) — Герой Советского Союза.